# تفجيرات الجبهة الشعبية في القدس 1969
في 21 فبراير 1969 شنت الجبهة الشعبية لتحرير فلسطين هجوما على سوبر ماركت في القدس مما أسفر عن:
- مقتل ليون كانر البالغ من العمر 21 عاما من نتانيا وهو طالب في الجامعة العبرية في القدس وفي سن التجنيد في إسرائيل
- مقتل إدي جوف البالغ من العمر 22 عاما وهما طالب في الجامعة العبرية في القدس وكان قد خدم في جيش الأبارتايد في جنوب إفريقيا وخاض حرب 1967 مع لواء المظليين في الجيش الإسرائيلي[1]
- جرح 9 أشخاص

## تفجير سوبر ماركت
الوفيات والإصابات نجمت عن قنبلة وضعت في سوبرماركت سوبيرسول في القدس المزدحمة حيث توقف الطلاب للشراء من محلات البقالة في رحلة ميدانية. نفس القنبلة أصابت 9 آخرين. تم العثور على قنبلة ثانية في السوبر ماركت ونزع فتيلها.
في التحقيق الذي أعقب التفجيرات كشفت السلطات عن ترسانة من أسلحة الجبهة الشعبية بما في ذلك المتفجرات.

## قصف القنصلية البريطانية
في 25 فبراير 1969 قام نفس مقاتلي الجبهة الشعبية لتحرير فلسطين بزرع قنبلتين في نافذة القنصلية البريطانية في القدس. انفجرت القنبلة في شقة سكرتير في القنصلية الذي لم يكن هناك في ذلك الوقت. لم تقع إصابات على الرغم من أن الغرفة دمرت. فشلت محاولة تفجير القنصلية في يوم الجمعة السابق عندما تم اكتشاف القنبلة وتفجيرها.

### رسمية عودة
كثيرا ما استشهد هذان الهجومان فيما يتعلق برسمية عودة ناشطة في الجبهة الشعبية التي اعترفت بالتورط وحصلت بعد ذلك على درجة من الأهمية بعد إطلاق سراحها من سجن إسرائيلي في تبادل الأسرى وانتهكت قوانين الهجرة الأمريكية. في عام 1980 كانت عودة من بين 78 سجينا أفرجت عنهم إسرائيل في تبادل مع الجبهة الشعبية لجندي إسرائيلي واحد أسير في لبنان.